# Leucospis elegans
Leucospis elegans är en stekelart som beskrevs av Johann Christoph Friedrich Klug 1834. Leucospis elegans ingår i släktet Leucospis och familjen Leucospidae.
Artens utbredningsområde är:
- Etiopien.
- Pakistan.

Inga underarter finns listade i Catalogue of Life.